# Macroglossum tinnunculus
Macroglossum tinnunculus är en fjärilsart som beskrevs av Semper 1896. Macroglossum tinnunculus ingår i släktet Macroglossum och familjen svärmare. Inga underarter finns listade i Catalogue of Life.